# Sinizesi
Nella metrica classica, la sinizesi indica la contrazione in un'unica sillaba di due vocali adiacenti. In italiano, le sequenze di fonemi che possono dare luogo a sinizesi sono ea, eo, ei, eu, ie, ua, ue, ui, uo ecc.
Tale fenomeno, nella pronuncia corrente, è detto sineresi.

## Metrica italiana
- Questi parea che contra me venisse (Dante, Inferno I, 46)

Parea, secondo la grammatica, ha tre sillabe, in questo verso ne ha due soltanto.
Un altro esempio:
- e fuggiano e pareano un corteo nero (Giosuè Carducci, Davanti San Guido, 75[2])

All'interno di un verso, due vocali consecutive di solito sono considerate parti di una stessa sillaba: sono quindi dittonghi oppure iati (nel senso di due "vocali forti", non nel senso di due vocali separate da un accento) che formano sineresi; se c'è un caso di dieresi (che è il fenomeno opposto alla sineresi), si può segnalare con l'apposito segno diacritico, detto appunto dieresi. Viceversa, in fine di verso, due vocali formano sempre due sillabe metriche.

## Metrica greca e latina
- Sinizesi (dal greco συνίζησις, lat. coniunctio): è la pronuncia di due vocali (appartenenti ad una sola parola) in una sola emissione di fiato: Πη-λη-ϊ-ά-δε-ω > Πη-λη-ϊ-ά-δε͜ω, Δι-ί > Δι͜ί. In tali casi, metricamente, due sillabe valgono per una.
- Sinizesi nel latino: si può verificare all'interno di una parola, o tra inizio e fine di due parole. All'interno di una parola si verifica tra due o più vocali consecutive che non costituiscono dittongo, e possono fondersi in una sola sillaba: dĕ-ō-rum, parola trisillaba, può essere talvolta sillabato deo-rum; analogamente de-in-de, può valere come un dein-de. A differenza che nella sinalefe è consuetudine pronunciare entrambe le vocali che si fondono in una sola sillaba. Quando la sinizesi avviene tra due parole separate, la vocale della prima finale cade sempre, e avviene la fusione con l'inizio di parola, in vocale, che segue.

Virgilio, Eneide, III, v. 373: atqu(e)‿haec deinde canit divin(o)‿ex ore sacerdos.